# Strzelecki Creek
Strzelecki Creek – epizodyczna rzeka Australii Południowej płynąca przez Sturt Stony Desert, o zmiennej długości. Niekiedy wody jej dopływają do okresowego jeziora Blanche, a nawet do odległego o 1 600 km jeziora Eyre.